# استیت استریت گلوبال
استیت استریت گلوبال (انگلیسی: State Street Global) شرکت سرمایه‌گذاری آمریکایی است، که در سال ۱۹۷۸ توسط شرکت استیت استریت تأسیس شد.